# North Miami (Flórida)
North Miami é uma cidade localizada no estado americano da Flórida, no condado de Miami-Dade. Foi incorporada em 1926.

## Geografia
De acordo com o United States Census Bureau, a cidade tem uma área de 25,9 km², onde 21,8 km² estão cobertos por terra e 4,1 km² por água.

### Localidades na vizinhança
O diagrama seguinte representa as localidades num raio de 8 km ao redor de North Miami.

## Demografia
Segundo o censo nacional de 2010, a sua população é de 58 786 habitantes e sua densidade populacional é de 2 698,86 hab/km². Possui 22 110 residências, que resulta em uma densidade de 1 015,07 residências/km².

## Geminações
A cidade de North Miami é geminada com as seguintes municipalidades:
- Delmas, Oeste, Haiti